# Aquinnah (Massachusetts)
Aquinnah es un pueblo ubicado en el condado de Dukes en el estado estadounidense de Massachusetts. En el Censo de 2010 tenía una población de 311 habitantes y una densidad poblacional de 2,94 personas por km².

## Geografía
Aquinnah se encuentra ubicado en las coordenadas 41°19′58″N 70°49′22″O / 41.33278, -70.82278. Según la Oficina del Censo de los Estados Unidos, Aquinnah tiene una superficie total de 105.61 km², de la cual 13.81 km² corresponden a tierra firme y (86.92%) 91.8 km² es agua.

## Demografía
Según el censo de 2010, había 311 personas residiendo en Aquinnah. La densidad de población era de 2,94 hab./km². De los 311 habitantes, Aquinnah estaba compuesto por el 57.56% blancos, el 1.61% eran afroamericanos, el 26.69% eran amerindios, el 0.32% eran asiáticos, el 0% eran isleños del Pacífico, el 1.93% eran de otras razas y el 11.9% pertenecían a dos o más razas. Del total de la población el 4.82% eran hispanos o latinos de cualquier raza.